# Solt Béla
Solt Béla (eredeti neve: Spissák Béla) (Szomolnok, 1877. február 12. – Sopron, 1958. szeptember 2.) kohómérnök, műegyetemi tanár.

## Életpályája
Szülei Spissák Pál és Javorszky Franciska. 1897-ben érettségizett a rozsnyói gimnáziumban. 1903-ban diplomázott a Selmecbányai Akadémia hallgatójaként. Kapnikbányán, majd Horgospatakán dolgozott. 1911–1918 között a Selmecbányai Akadémia középítéstani tanszékén Sobó Jenő tanársegédje volt. 1912–1914 között ösztöndíjasként Zürichben építészeti tanulmányokat végzett. Az I. világháborúban (1914–1918) frontszolgálatos volt; hadifogságba esett. 1918-ban tért haza. 1919-ben a Sopronba átköltözött akadémián Sobó Jenő helyettese volt. 1920 végétől a középítéstani tanszék vezetője volt. 1927–1929 között a főiskola kohómérnöki osztályának dékánja volt. 1946-ban nyugdíjba vonult. 1956–1957 között ismét tanított; a bányamérnöki szakos hallgatóknak Építéstani enciklopédia címmel tartott kurzust.
Fontos oktatói munkássága mellett kis mértékben gyakorlati tervezéssel is foglalkozott; több tanulmány szerzője; mint a diákszociális intézmények elnöke is fontos társadalmi munkát végzett.